# Weligton Oliveira
Weligton Robson Pena Oliveira (Fernandópolis, 26 augustus 1979) - alias Weligton - is een Braziliaans voormalig voetballer die doorgaans als centrale verdediger speelde. Tijdens zijn actieve loopbaan was hij het langst actief voor Málaga.

## Clubcarrière
Pas op een leeftijd van 23 jaar oud begon Weligton met professioneel voetbal, bij Paraná. Op 13 augustus 2003 tekende de Braziliaan een contract bij het Portugese Penafiel, dat in de Segunda Liga uitkwam. Na de promotie naar de Primeira Liga was hij gedurende twee seizoenen een vaste waarde in de defensie van Penafiel, dat in 2006 weer degradeerde. Daarop vertrok Weligton bij de club en hij tekende bij Grasshoppers Zürich uit Zwitserland. Na één seizoen daar (waarin hij basisspeler was), werd hij verhuurd aan het in de Spaanse tweede divisie verblijvende Málaga.
Na een eerste seizoen, waarin promotie werd behaald, werd de verdediger definitief aangekocht door de Andalusische club en hij ondertekende een vierjarige verbintenis. Zijn eerste doelpunt voor de club scoorde Weligton op 17 mei 2009, toen er uit met 1–2 verloren werd van Sporting Gijón. Op 14 maart 2010 werd de Braziliaan echter geveld door een blessure aan zijn enkel, die hem de rest van het seizoen zou kosten. Later dat jaar, op 15 oktober, speelde hij zijn honderdste wedstrijd voor Málaga. Na de aankoop van Joris Mathijsen werd Weligton in het seizoen 2011/12 gedegradeerd tot reservespeler. Aan het einde van het seizoen 2016/17, waarin hij maar één wedstrijd had gespeeld, zette de Braziliaan een punt achter zijn carrière.